# ルカニア山
ルカニア山（ルカニアさん、Mt. Lucania）とは、北アメリカ大陸の北西部に存在する山の1つである。なお、行政区分では、カナダのユーコン準州に属する。

## 概要
ルカニア山は、北緯61度01分24秒、西経140度27分56秒付近に位置している。
この山の山頂の標高は5200mを超えており、セイントイライアス山地を構成する山の中でもよく知られた山の1つであると共に、カナダ国内では3番目に高い山としても知られている。

## 名称の由来
この山の「ルカニア」という名称は、RMS Lucaniaという船の名称から取られたものである。
この山をルカニア山と命名したのは、アブルッツィ公で、彼はセイントイライアス山の登頂に初めて成功した人物とされている。彼はセイントイライアス山の山頂から、ローガン山の向こう側に見えたこの山の命名を行った。つまり、非常に離れた場所からこの山を見て命名を行ったのである。ともあれ、これ以降、この山はルカニア山と呼ばれるようになった。

## 登山史
ルカニア山の初登頂に成功したのは、1937年のことで、ブラッドフォード・ウォッシュバーン（Bradford Washburn）とロバート・ヒックス・ベイツ（Robert Hicks Bates）の2人パーティーによるものとされている。その後、知られている中で彼らの次にルカニア山の山頂まで登ったのは、30年も後の1967年に、ジェリー・ローチ（Gerry Roach）らのパーティーが登頂したものとされている。

## 文学作品
ルカニア山が登場する文学作品としては、デイビット・ロバーツ（David Roberts）が発表した『Escape from Lucania: An Epic Story of Survival.』（ルカニアからの脱出、叙事詩的に書いたサバイバルの話）がある。